# Harold Rosson
Harold Rosson, ou Harold G. Rosson, est un directeur de la photographie américain, né le 6 avril 1895 à New York et mort le 6 septembre 1988 à Palm Beach (Floride).
Il a épousé l'actrice américaine Jean Harlow en 1933, et ils ont divorcé en 1935.
Harold Rosson a eu deux frères : Richard, et Arthur  et une sœur Hélène Rosson.

## Filmographie partielle
- 1915 : David Harum d'Allan Dwan
- 1917 : Panthea d'Allan Dwan
- 1921 : Le Pirate de George D. Baker
- 1921 : Mur mitoyen (A Virginia Courtship) de Frank O'Connor
- 1923 : Un nuage passa (The Glimpses of the Moon) d'Allan Dwan
- 1923 : Dark Secrets de Victor Fleming
- 1923 : Quicksands de Jack Conway
- 1923 : La Gueuse (Lawful Larceny) d'Allan Dwan
- 1924 : Scandale (A Socitey Scandal) d'Allan Dwan
- 1924 : Tricheuse (Manhandled) d'Allan Dwan
- 1925 : L'École des mendiants (The Street of Forgotten Men) de Herbert Brenon
- 1926 : Les Amis de nos maris (For Wives Only) de Victor Heerman
- 1927 : Un homme en habit (Evening Clothes) de Luther Reed
- 1927 : Rough House Rosie de Frank R. Strayer
- 1927 : Monsieur Albert de Harry d'Abbadie d'Arrast
- 1927 : A Gentleman of Paris de Harry d'Abbadie d'Arrast
- 1928 : Mon rabbin chez mon curé (Abie's Irish Rose) de Victor Fleming
- 1928 : L'amour joue et gagne (Three Weekends) de Clarence G. Badger
- 1928 : Gentlemen Prefer Blondes de Malcolm St. Clair
- 1929 : Madame Satan de Cecil B. DeMille
- 1929 : L'Iceberg vengeur (Frozen Justice) d'Allan Dwan
- 1929 : L'Affaire Manderson de Howard Hawks
- 1929 : Le Calvaire de Lena X (The Case of Lena Smith) de Josef von Sternberg
- 1931 : Le Fils du radjah de Jacques Feyder
- 1931 : Pur-sang (Sporting Blood) de Charles Brabin
- 1931 : The Prodigal de Harry A. Pollard
- 1932 : Tarzan, l'homme singe de W. S. Van Dyke
- 1932 : Ici New York (Are You Listening?) de Harry Beaumont
- 1932 : Kongo de William J. Cowen
- 1932 : La Femme aux cheveux rouges (Red-Headed Woman) de Jack Conway
- 1932 : La Belle de Saïgon de Victor Fleming
- 1932 : Amitié (When a Fellow Needs a Friend), de Harry A. Pollard
- 1932 : Downstairs de Monta Bell
- 1933 : Dans tes bras de Sam Wood
- 1933 : Penthouse  de W. S. Van Dyke
- 1933 : Conflits (Hell Below) de Jack Conway
- 1933 : Mademoiselle Volcan (Bombshell) de Victor Fleming
- 1934 : L'Île au trésor de Victor Fleming
- 1935 : Fantôme à vendre de René Clair
- 1936 : Au seuil de la vie de W. S. Van Dyke et Rowland Brown
- 1937 : Capitaines courageux de Victor Fleming
- 1938 :  Vive les étudiants (A Yank at Oxford) de Jack Conway
- 1938 :  Un envoyé très spécial (Too hot to handle) de Jack Conway
- 1939 : Le Magicien d'Oz  (The Wizard of Oz) de Victor Fleming
- 1940 : Cette femme est mienne (I Take This Woman) de W. S. Van Dyke
- 1940 : La Vie de Thomas Edison (Edison, the Man) de Clarence Brown
- 1940 : L'Appel des ailes (Flight Command), de Frank Borzage
- 1940 : La Fièvre du pétrole de Jack Conway
- 1941 : Des hommes vivront (Men of Boys Town) de Norman Taurog
- 1941 : Franc jeu de Jack Conway
- 1941 : Le Châtiment (The Penalty) de Harold S. Bucquet
- 1942 : Je te retrouverai (Somewhere til find you)
- 1942 : Johnny, roi des gangsters de Mervyn LeRoy
- 1942 : Tennessee Johnson de William Dieterle
- 1943 : L'Amour travesti (Slightly dangerous), de Wesley Ruggles
- 1944 : Trente Secondes sur Tokyo (Thirty Seconds Over Tokyo) de Mervyn LeRoy
- 1945 : L'Impossible Amour (Between Two Women), de Willis Goldbeck
- 1944 : Une romance américaine de King Vidor
- 1946 : Duel au soleil de King Vidor
- 1946 : Pas de congé, pas d'amour (No Leave, No Love) de Charles Martin
- 1947 : Marchands d'illusions de Jack Conway
- 1947 : Living in a Big Way de Gregory La Cava
- 1948 : Tragique Décision de Sam Wood
- 1948 : Le Retour de Mervyn LeRoy
- 1949 : Faites vos jeux de Mervyn LeRoy
- 1949 : Un jour à New York (On the Town) de Stanley Donen
- 1950 : Pour plaire à sa belle de Clarence Brown
- 1950 : La Clé sous la porte de George Sidney
- 1950 : Quand la ville dort (The Asphalt Jungle) de John Huston
- 1951 : La Charge victorieuse de John Huston
- 1952 : L'Étoile du destin (Lone Star) de Vincent Sherman
- 1952 : Ruse d'amour (Love Is Better Than Ever) de Stanley Donen
- 1952 : Chantons sous la pluie (Singin' in the Rain) de Stanley Donen
- 1953 : Histoire de trois amours de Vincente Minnelli
- 1953 : Traversons la Manche (Dangerous When Wet) de Charles Walters
- 1953 : The Actress de George Cukor
- 1954 : Mambo de Robert Rossen
- 1954 : Ulysse (Ulisse) de Mario Camerini
- 1957 : Torpilles sous l'Atlantique de Dick Powell
- 1966 : El Dorado (El Dorado) de Howard Hawks

## À noter
- John Huston tournant pour la première fois pour la Metro-Goldwyn-Mayer, dans le film Quand la ville dort dit un jour « J’ai eu énormément de chance de trouver la plus belle équipe technique de l'époque. La beauté de Quand la ville dort est indissociable du soin apporté par le chef opérateur Harold Rosson, qui joue en véritable peintre sur la densité des noirs et des blancs ».